# George Innes
George Innes (Wapping, 8 maart 1938) is een Brits acteur.
Hij begon zijn toneelloopbaan aan het National Theatre onder Laurence Olivier. Daarvoor had hij een opleiding aan de Toynbee Hall avondklassen LAMDA, waar hij werd bekroond met de Shakespeare Cup. Een nieuw Bernard Kops stuk The Dream of Peter Mann bracht hem naar het Edinburgh Festival, na een toer door Groot-Brittannië ging hij nog een jaar in opleiding aan de Bristol Old Vic School.
Zijn andere theaterrollen zijn in: The Royal Court in Chips with Everything. Met Olivier in het National Theatre in Chichester en de Old Vic, hij speelde Othello, Dutch Courtesan, Mother Courage, Hobson's Choice, The Master Builder. In het National Theatre in het Southbank Centre speelde hij in Tom Stoppards Jumpers, Bedroom Farce, in het West End, The Vortex in het Ahmanson Theatre in Los Angeles. In 1993-94 trad hij op in The Rise and Fall of Little Voice met de Steppenwolf Theatre Company. Terug in Londen speelde hij bij de Southwark Playhouse in Rosmersholm in 1997 en Riders to the Sea in 2005. In 2009, speelde hij op Broadway in The Lodger in het Workshop Theatre. In maart 2010 speelden hij in Tribute in Londen in het Barron's Court Pub Theatre.
Zijn filmrollen omvatten: Billy Liar, The Italian Job, Charlie Bubblel, The Engagement, Gumshoe, Before Winter Comes, The Last Valley, A Bridge Too Far, A Tale of Two Cities en Ivanhoe Zijn recente rollen zijn: Shiner , Nicholas Nickleby, Last Orders, Master and Commander: The Far Side of the World, Nine Lives, Stardust, The Golden Age and Things To Do Before You're 30.
Hij werd tweemaal genomineerd voor een Emmy Award voor zijn televisiewerk. Hij speelde onder anderen: Alfred in Upstairs, Downstairs Wilkins in Danger U.X.B. (13 afleveringen), I, Claudius, Shogun, Rumpole of the Bailey, Masada, Hill Street Blues, Magnum, P.I., Cagney & Lacey, M.A.S.H., Ruth Rendell Mysteries Adam Bede, Seekers, Agatha Christie (A Caribbean Mystery), Noble House, Midsomer Murders aflevering Who Killed Cock Robin, Menace, The Brief en Newhart.